# Oslo, 31 août
Pour plus de détails, voir Fiche technique et Distribution.
Oslo, 31 août  (Oslo, 31. august) est un film dramatique norvégien coécrit et réalisé par Joachim Trier d'après Le Feu follet de Pierre Drieu la Rochelle et sorti en 2011. Il a été présenté au Festival de Cannes 2011 dans la catégorie Un certain regard.
Le film fait partie de la trilogie d'Oslo, entre Nouvelle Donne et Julie (en 12 chapitres), du même réalisateur.

## Synopsis
À Oslo, Anders a bientôt fini sa cure de désintoxication. Il a l'autorisation d'aller en ville pour passer un entretien d'embauche, il en profite pour rendre visite à de vieilles connaissances…

## Fiche technique
- Titre original : Oslo, 31. august
- Titre français : Oslo, 31 août
- Titre québécois :
- Réalisation : Joachim Trier
- Scénario : Joachim Trier et Eskil Vogt d'après Le Feu follet de Pierre Drieu la Rochelle
- Direction artistique : Jørgen Stangebye Larsen
- Décors : Solfrid Kjetså
- Costumes :
- Photographie : Jakob Ihre
- Son :
- Montage : Olivier Bugge Coutté et Gisle Tveito
- Musique : Torgny Amdam et Ola Fløttum
- Production : Hans-Jørgen Osnes et Yngve Sæther
- Société(s) de production : Don't Look Now et Motlys
- Société(s) de distribution :  Sandrew Metronome /  Memento Films
- Budget :
- Pays d'origine :  Norvège
- Langue : Norvégien
- Format : Couleurs - 35 mm - 1.85:1 -  Son Dolby numérique
- Genre cinématographique : Drame
- Durée : 95 minutes
- Dates de sortie : 
  -  France : 18 mai 2011 (Un Certain regard)
  -  Norvège : 31 août 2011
  -  France : 29 février 2012

## Distribution
- Anders Danielsen Lie (VF : Lazare Herson-Macarel) : Anders
- Hans Olav Brenner (no) (VF : Benjamin Bellecour) : Thomas
- Ingrid Olava (VF : Marie Donnio) : Rebekka
- Øystein Røger (no) (VF : Christian Gonon) : David
- Kjærsti Skjeldal (no) (VF : Ludmila Ruoso) : Mirjam
- Tone Mostraum (no) (VF : Carole Franck) : Tove
- Petter Width Kristiansen (VF : Luc-Antoine Diquéro) : Petter
- Johanne Kjellevik Ledang (VF : Nastassja Girard) : Johanne
- Malin Crépin : Malin
- Renate Reinsve : Renate

Version française dirigée par Hervé Icovic (assisté d'Ouahiba Djema) au studio Alter Ego, d'après une adaptation des dialogues de Marion Bessay.
 Source et légende : version française (VF) sur RS Doublage, le site d'AlterEgo et le carton du doublage français.

## Autour du film
- Le Feu follet, une première adaptation du roman homonyme Pierre Drieu la Rochelle, avait été réalisée en 1963 par Louis Malle.
- La chanson France Culture d'Arnaud Fleurent-Didier a été traduite en norvégien et utilisée dans un monologue lu par le personnage principal.
- Le monologue Je me souviens est inspiré du recueil Je me souviens de Georges Perec

## Distinctions

### Récompenses
- 24e festival Premiers Plans  d'Angers : Grand prix du jury long-métrage européen et prix Jean-Carmet d'interprétation masculine pour Anders Danielsen Lie.
- Cheval de bronze au Festival international du film de Stockholm de 2011

### Nomination
- Césars 2013 : Nomination au César du meilleur film étranger